# Пасицели (Ананьївська міська громада)
Пасице́ли — село Ананьївської міської громади Подільського району Одеської області, Україна. Населення становить 367 осіб.

## Історія
7 (20) листопада 1917 року, відповідно до Третього Універсалу Української Центральної Ради, увійшло до складу Української Народної Республіки.
12 червня 2020 року, відповідно до Розпорядження Кабінету Міністрів України від № 724-р «Про визначення адміністративних центрів та затвердження територій територіальних громад Одеської області», увійшло до складу Ананьївської міської територіальної громади.
19 липня 2020 року, в результаті адміністративно-територіальної реформи і ліквідації Ананьївського району, село увійшло до складу новоутвореного Подільського району.

## Населення
Згідно з переписом 1989 року населення села, яке тоді входило до складу Коханівської сільської ради, становило 419 осіб, з яких 197 чоловіків та 222 жінки.
За переписом населення 2001 року в селі мешкала 371 особа.

### Мова
Розподіл населення за рідною мовою за даними перепису 2001 року:
| Мова       | Відсоток |
| ---------- | -------- |
| українська | 95,64 %  |
| російська  | 2,18 %   |
| румунська  | 2,18 %   |